# 延広真治
延廣 眞治（のぶひろ しんじ、1939年9月26日 - ）は、近世文学研究家、落語研究家、東京大学名誉教授。諸芸懇話会会員。

## 経歴
1939年9月、徳島県徳島市に生まれる。1955年、徳島大学学芸学部(現・鳴門教育大学学校教育学部)附属中学校卒業、1958年、徳島県立城南高等学校卒、1963年、東京大学文学部国語国文科卒業、1968年、同大学院人文科学研究科博士課程単位取得満期退学。1968年、獨協大学講師、1969年、名古屋大学教養部講師、1975年、東京大学教養学部助教授、1988年、同学部教授、2000年に定年退官、東京大学から名誉教授号授与。退任後は帝京大学教授を務め、2010年に同大学を定年退任。
落語史研究および近世から近代初期の戯作、芸能を研究。1975年「烏亭焉馬年譜」ほか近世後期文学研究に対して日本古典文学会賞、1987年『落語はいかにして形成されたか』でサントリー学芸賞を受賞。

## 人物
小谷野敦『東大駒場学派物語』によれば、佐伯順子の著書『美少年尽くし』を贈られた際、「激しい怒りを覚えた」と佐伯に書き送ったが、あとで佐伯に謝ったという。

## 関連人物
- アダム・カバット - 大学院において指導。

## 著書
- 『落語はいかにして形成されたか』（平凡社, 1987年）
  - 改題増補『江戸落語 誕生と発展』（講談社学術文庫,　2011年）

### 編著
- 『『狂文宝合記』の研究』汲古書院 2000年。小林ふみ子、松田高行、和田博通 共編著
- 『落語の世界』（全3巻）岩波書店 2003年。川添裕、山本進共編
- 『江戸見立本の研究』汲古書院 2006年

小林ふみ子, 鹿倉秀典, 広部俊也, 松田高行, 山本陽史, 和田博通 共編著
- 『円朝全集』（全13巻・別巻2）岩波書店、2012-2016年

倉田喜弘・清水康行・十川信介と編集委員

### 校訂
- 『近松半二 江戸作者浄瑠璃集 新日本古典文学大系』内山美樹子共校訂（岩波書店 1996年）
- 『落語・怪談咄集 新日本古典文学大系 明治編』（岩波書店、2006年）
- 『講談・人情咄集　新日本古典文学大系 明治編』（岩波書店、2008年）
- 『三人吉三廓初買』（歌舞伎オン・ステージ、白水社、2008年）、ISBN 456003284X

### 記念論文集
- 『江戸の文事』（退官記念論文集）（ぺりかん社 2000年）